# Claudio Scannavini
Claudio Scannavini (Bologna, 29 maggio 1959) è un compositore italiano.

## Biografia
Ha iniziato gli studi di pianoforte e composizione presso il Conservatorio Giovan Battista Martini di Bologna sotto la guida del M°Adone Zecchi, successivamente compiuti presso il Conservatorio Giuseppe Verdi di Milano sotto la guida dei M°Franco Donatoni e Salvatore Sciarrino.
Dopo aver lavorato all'IRCAM di Parigi, ha indirizzato la sua attenzione sullo studio dei fenomeni percettivi, ove ha unito le possibilità offerte dall'informatica musicale negli anni di studio.
Le sue composizioni sono state eseguite in numerose rassegne e festival fra le quali: Nuova Ricerca Musicale (Reggio Emilia), Conoscere la Musica (Bologna), Città di Castello, Incontri di Musica Contemporanea Guibenkian, RAI, Radio France, Cantiere Internazionale d'Arte di Montepulciano, Action Melbourne New Music, Teatro Comunale di Bologna, Teatro la Fenice, Semaine de Musique Contemporaine Italienne di Villeneuve d'Ascq, Pomeriggi musicali di Musica Insieme, Stagione concertistica di San Marino.
È stato titolare della cattedra di composizione principale presso i conservatori di Castelfranco Veneto (TV) e Cesena (FC).
Dal 2022 insegna composizione presso il Conservatorio di Bologna.

## Opere principali
- Janas   (balletto scritto in collaborazione con Paolo Fresu) (1998)
- Codice Mosé   (opera su libretto di Paolo Billi) (1998 al Teatro Comunale di Bologna)
- Il Libro di Giobbe   (oratorio per voce recitante, coro e orchestra) (2000)
- Il Fantasma di Canterville   (opera per ragazzi su libretto di Elena Diporti, tratto dall'omonimo racconto di Oscar Wilde) (2000)
- Le Dighe del Tempo   (melologo per voce recitante, violoncello solista e orchestra d'archi scritto in occasione del Quarantesimo Anniversario del Vajont) (2006)
- Cartoline Smarrite   (melologo per voce recitante e pianoforte su libretto di Paolo Billi)  (2006)

## Discografia
- AA. VV. : "Aforismi musicali", Euterpe Classic Music, 2018 Marco Tampieri, tromba, Filippo Pantieri, pianoforte (contiene "3 aforismi" di Claudio Scannavini)